# Aloe johnstonii
Aloe johnstonii é uma espécie de liliopsida do gênero Aloe, pertencente à família Asphodelaceae.